# Niphoparmena
Niphoparmena är ett släkte av skalbaggar. Niphoparmena ingår i familjen långhorningar.

## Dottertaxa tillNiphoparmena, i alfabetisk ordning[1]
- Niphoparmena abyssinica
- Niphoparmena acutipennis
- Niphoparmena albopilosa
- Niphoparmena alluaudi
- Niphoparmena basilewskyi
- Niphoparmena bispinosa
- Niphoparmena carayoni
- Niphoparmena carinipennis
- Niphoparmena convexa
- Niphoparmena cylindrica
- Niphoparmena densepunctata
- Niphoparmena densepuncticollis
- Niphoparmena dohertyi
- Niphoparmena elgonensis
- Niphoparmena elongata
- Niphoparmena elongatipennis
- Niphoparmena flavescens
- Niphoparmena flavoscutellata
- Niphoparmena flavostictica
- Niphoparmena fossulata
- Niphoparmena freudei
- Niphoparmena fuscomaculata
- Niphoparmena fuscostriata
- Niphoparmena glabricollis
- Niphoparmena gracilis
- Niphoparmena grossepunctata
- Niphoparmena jeanneli
- Niphoparmena kenyana
- Niphoparmena kenyensis
- Niphoparmena kivuensis
- Niphoparmena latifrons
- Niphoparmena leleupi
- Niphoparmena lindblomi
- Niphoparmena longespinipennis
- Niphoparmena longicornis
- Niphoparmena marmorata
- Niphoparmena meruana
- Niphoparmena minima
- Niphoparmena mycerinoides
- Niphoparmena obliquefasciata
- Niphoparmena persimilis
- Niphoparmena puncticollis
- Niphoparmena rougemonti
- Niphoparmena scotti
- Niphoparmena spinipennis
- Niphoparmena subglabricollis
- Niphoparmena sublineata
- Niphoparmena truncatipennis
- Niphoparmena unicolor